# Нотура чацький
Нотура чацький (Nothura chacoensis) — птах, що належить до родини тинамо́вих (Tinamidae).

## Поширення
Зазвичай трапляється у саванах на висоті до 500 м. Вид поширений у регіоні Гран-Чако на заході Парагваю та півночі Аргентини.

## Опис
Тіло сягає лише 24 см завдовжки. Птах схожий на Nothura maculosa, але має світліше забарвлення.